# Уанда Сайкс
Уанда Сайкс (на английски: Wanda Sykes) е американска актриса, сценарист и комик.

## Кариера
През 90-те години Сайкс придобива популярност като сценарист на „Шоуто на Крис Рок“. През 1999 г. печели Еми за „Най-добър сценарий на развлекателно предаване“.
Участва във филмите „Смахнатият професор 2“ (2000), „Свекървище“ (2005), „Моята супер бивша“ (2006) и „Всемогъщият Евън“ (2007), както и като озвучаваща актриса в „Ледена епоха 4: Континентален дрейф“ (2012), „Ледена епоха 5: Големият сблъсък“ (2016) и други анимационни филми и сериали.

## Личен живот
Омъжва се за Дейв Хол през 1991, но двамата се развеждат през 1998 г. През 2008 г. Сайкс разкрива, че е лесбийка. Същата година се жени за партньорката си, Алекс Недбалски. Семейството има две деца. Сайкс е защитник на еднополовите бракове и гражданските права на ЛГБТ хората. Удостоена е с награда от организация GLAAD за работата си на активист.